# The Ace of Clubs
The Ace of Clubs er en amerikansk stumfilm fra 1925 instrueret af J.P. McGowan.

## Medvirkende
- Al Hoxie som Jack Horton
- Peggy Montgomery som June McGill
- Andrew Waldron som Sandy McGill
- Minna Redman
- Jules Cowles som Jake McGill
- Frank Ellis
- Slim Whitaker